# مادي أيمن
مادي أيمن (26 ديسمبر 1988 - ) هو لاعب كرة قدم جزائري في مركز الوسط. لعب مع رائد القبة وشبيبة القبائل ومولودية بجاية ونصر حسين داي.

## روابط خارجية
- مادي أيمن على موقع قاعدة بيانات كرة القدم.إي يو (الإنجليزية)
- مادي أيمن على موقع Soccerway.com (الإنجليزية)